# Spyker Cars

Schriftzug

Spyker Cars N.V. [ˈspɛi̯ːkəʁ] ist ein niederländisches Unternehmen, das exklusive Sportwagen baute und sich auch kurze Zeit in der Formel 1 engagierte. Das Firmenmotto (siehe Emblem) lautete: „Nulla tenaci invia est via“ (lateinisch: Für den Hartnäckigen ist kein Weg unpassierbar). Das Unternehmen berief sich auf die Tradition des ehemaligen Herstellers Spyker.

## Geschichte

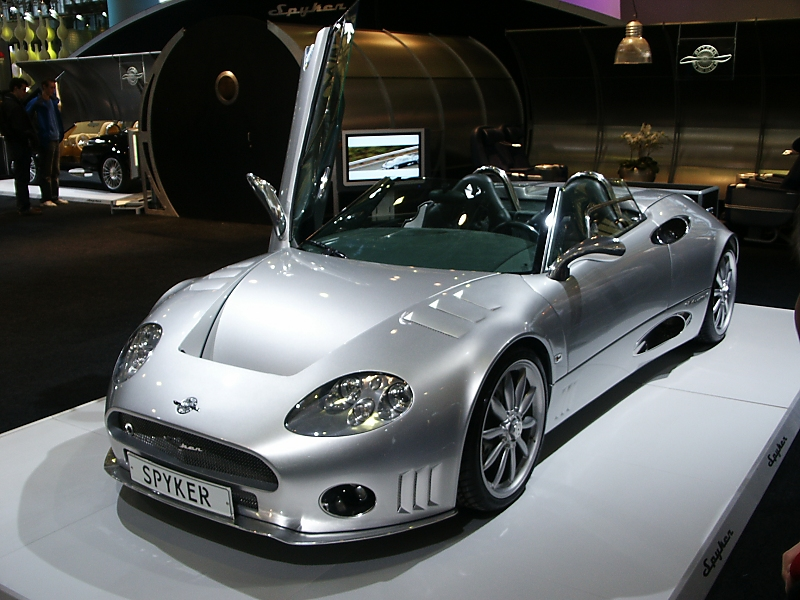
Spyker C8

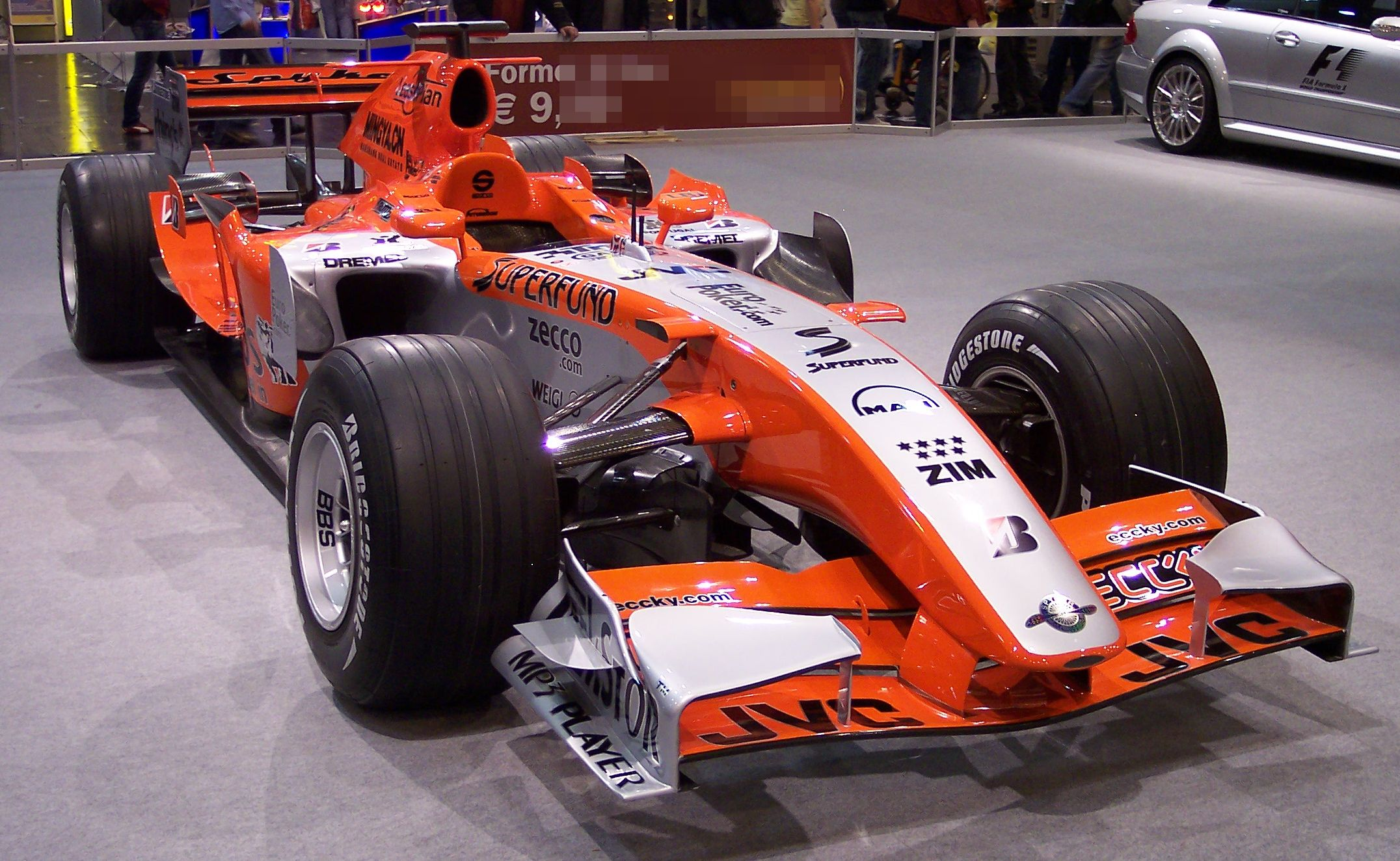
Der in Spyker F1 umbenannte und umlackierte Midland F1

1999 erwarb der Multimillionär Victor R. Muller die Marke des 1926 aufgelösten Autoherstellers Spyker und belebte die Sportwagen-Manufaktur unter dem Namen Spyker Automobielen beziehungsweise Spyker Cars wieder.
Als Partner bei Entwicklung, Design und Produktion beteiligte sich auch die Wilhelm Karmann GmbH. Die Produktionsstätte für Renn- und Straßenautos wurde in Zeewolde aufgebaut und in einer Kleinserie wurde ab Herbst 2005 der Sportwagen C8 Spyker gefertigt. Aus Kostengründen wurde die Montage der Straßenautos ab Ende 2009 bei einer Fremdfirma in Coventry durchgeführt. Mittels einer Webcam konnte der Kunde den Bau seines Fahrzeugs über das Internet verfolgen.
Im September 2006 kaufte Spyker den Formel-1-Rennstall Midland F1 und ging 2007 als Spyker F1 an den Start. Das Team wurde jedoch nach einem Jahr infolge finanzieller Schwierigkeiten wieder verkauft und trat danach als Force India an.
Nachdem der schwedische Sportwagenhersteller Koenigsegg von einer Übernahme der Saab Automobile Abstand genommen hatte, brachte sich im Dezember 2009 Spyker als Kaufinteressent ins Gespräch. Am 26. Januar 2010 gab der Alteigentümer General Motors den Abschluss eines verbindlichen Vertrages über den Verkauf von Saab Automobile an Spyker bekannt. Das Unternehmen wurde in eine Nachfolgegesellschaft namens Saab Spyker Automobile überführt, an der General Motors Vorzugsaktien im Wert von 324 Millionen US-Dollar (USD) erhielt.
Im Februar 2011 teilte die Spyker mit, das verlustbringende Sportwagengeschäft an private Investoren veräußern zu wollen. Man plane 15 Millionen Euro bei Eigentumsübergang zu erlösen und könne mit bis zu 17 Millionen Euro am zukünftigen Unternehmenserfolg partizipieren. Damit sollen Verschuldung und zukünftiger Kapitalbedarf reduziert werden, außerdem wolle man sich auf die Beteiligung Saab konzentrieren. Die Transaktion solle innerhalb von sechs Monaten in Form eines Verkaufs sämtlicher Aktiva des Sportwagengeschäfts (Asset Deal) abgewickelt werden.
Ende März 2011 begannen Zulieferer wegen Außenständen der Tochter Saab die Lieferung von Komponenten an deren Montagewerk Trollhättan einzustellen. Saab musste daraufhin in der ersten Aprilwoche die Automobilmontage temporär stoppen. Nach dem Scheitern Saabs, durch Verkauf von Aktiva wieder liquide zu werden, versuchte Spyker chinesische Investoren anzusprechen. Ein Anfang Mai bekanntgegebener Einstieg des Autobauers Rongcheng Hawtai Automobile kam infolge fehlender Genehmigungen nicht zu Stande. Am 16. Mai trat stattdessen der Autohandelskonzern Pang Da als potentieller Investor in Erscheinung und kündigte an, sich mit 24 Prozent an Spyker beteiligen zu wollen. Am 16. Juni 2011 änderte Spyker Cars N.V. seinen Namen in Swedish Automobile N.V.
Am 18. Dezember 2014 meldete Spyker Insolvenz an. In der Folge wurden keine Serienfahrzeuge mehr hergestellt.
Am 29. Juli 2015 gab man bekannt, wieder zahlungsfähig zu sein.
Auf dem Genfer Autosalon 2016 stellte man das neue Modell C8 Preliator vor, ein Jahr später den zugehörigen Roadster.
Im Januar 2021 meldete Spyker wieder Insolvenz an.

## Verkauf von Spyker Cars
Der Verkauf der Sparte Spyker Cars von der Swedish Automobile N.V. (früher Spyker Cars N.V.) wurde bereits zweimal verkündet. Jedoch scheiterten die Übernahmen durch die Investoren CPP Global Holdings und North Street Capital aus bisher unbekannten Gründen. So teilte Swedish Automobile am 29. September 2011 mit, dass man sich mit dem US-Investor North Street Capital auf eine Übereinkunft zum Kauf des Sportwagenbauers Spyker geeinigt hat. Der anvisierte Kaufpreis sollte bei 32 Millionen Euro liegen. Mit dem Erlös sollten noch offene Schulden beim Investmentfonds Tenaci Capital beglichen werden. Victor Muller, der bisher Spyker Cars leitete, sollte auch nach der Übernahme die Führung des Unternehmens behalten.

## Verkauf von Saab Automobile
Am 28. Oktober 2011 wurde bekannt, dass die beiden chinesischen Unternehmen Youngman und Pang Da 100 Prozent der Anteile an Saab von der Muttergesellschaft Swedish Automobile für 100 Millionen Euro übernehmen wollen.
Am 19. Dezember 2011 stellte die Tochtergesellschaft Saab Automobile einen Antrag auf Zahlungsunfähigkeit. Dem vorausgegangen war, dass die frühere Muttergesellschaft General Motors ihre Zustimmung zur Nutzung diverser Patente verweigerte.

## Modelle
- Spyker C8

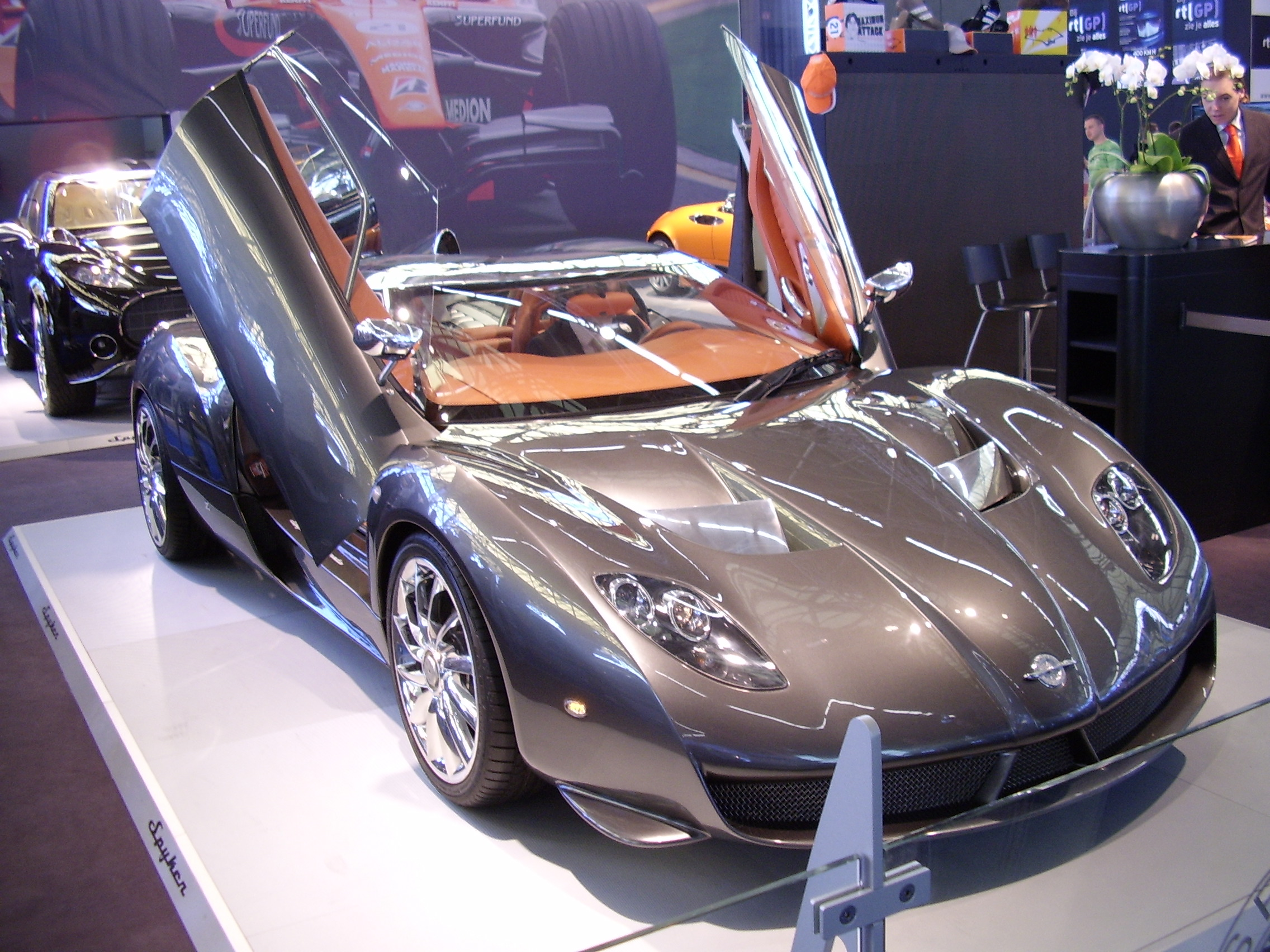
C12 Zagato

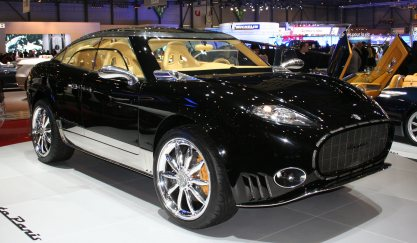
D12 Peking to Paris

- C8 Laviolette (geschlossen, benannt nach dem ehemaligen Spyker-Techniker Joseph Laviolette)
- C8 Spyder (Roadster)
- C8 Spyder T  (Turbo)
- C8 Double 12 S (langer Radstand)
- C8 Aileron
- C8 Preliator
- C8 Preliator Roadster

- Spyker C12
- Spyker C12 Zagato (Kleinserie von 24 Stück, 2008)

### Prototypen
- Spyker D12 Peking-to-Paris
- Spyker C12 La Turbie (benannt nach dem 1922 von Spyker gewonnenen Bergrennen La Turbie)
- Spyker B6 Venator (Autosalon Genf 2013)